# Список послов Новой Зеландии в России
Посол Новой Зеландии в России является главным дипломатическим представителем Новой Зеландии в Российской Федерации и руководит дипломатической миссией Новой Зеландии в России.
Посольство Новой Зеландии находится в Москве, столице России. Новая Зеландия имеет постоянного посла в России с момента обретения Россией независимости в 1992 году. Посол в России по совместительству аккредитован в Армении, Белоруссии, Казахстане, Кыргызстане, Таджикистане, Туркменистане и Узбекистане.

## Список глав миссий

### в СССР
Посольство находилось в Москве, столице Советского Союза. Новая Зеландия впервые отправила постоянного посла в Советский Союз в 1974 году и постоянного главы миссии в 1944 году.
- 13 апреля 1944 г. установлены дипломатические отношения на уровне миссии.
- 13 июня 1950 г. — Представительство Новой Зеландии в Москве закрыто. Защита интересов Новой Зеландии перешла к посольству Великобритании в СССР.
- 19 апреля 1973 г. — возобновлена деятельность миссии Новой Зеландии в Москве, миссия преобразована в посольство.
- Когда Советский Союз распался, в конце 1991 года, дипломатическая миссия и персонал в Советском Союзе были преобразованы в одну в Российской Федерации.

Список глав миссий
Министры в Советский Союз
- Чарльз Босуэлл (1944—1950)

Послы в Советском Союзе
- Брайан Лендрам (1974—1977)
- Джим Вейр (1977—1980)

Временные поверенные в делах в Советском Союзе
- Джеральд МакГи (1980—1981)
- Фрэнк Уилсон (1981—1984)

Послы в Советском Союзе
- Элисон Стоукс (1984—1988)
- Джон Г. Макартур (1988—1990)
- Джеральд МакГи (1990—1991)

### Послы в России
- Джон Эндрю (1991—1992) (обвинен в импичменте из-за отсутствия доказательств гражданства)
- Джеральд МакГи (1992—1993)
- Ричард Вудс (1993—1996)
- Джон Ларкиндейл (1996—1999)
- Джефф Уорд (1999—2003)
- Стюарт Прайор (2003—2006)
- Кристофер Элдер (2006—2009)
- Ян Хилл (2009—2012)
- Хэмиш Купер (2013—2016)
- Ян Хилл (2016—2020)
- Сиалей ван Тур (2020—2022)
- Сара Мари Уолш (с 2022)